# Somatisches Nervensystem
Das somatische Nervensystem (SNS; von altgriechisch σῶμα soma, deutsch ‚Körper‘; auch animales oder animalisches Nervensystem (von lateinisch anima ‚das Beseelte‘, ‚Lufthauch‘, ‚Wind‘), cerebrospinales oder willkürliches Nervensystem) ist neben dem vegetativen Nervensystem eine der beiden Hauptabteilungen des Nervensystems der Wirbeltiere (einschließlich des Menschen). Im Gegensatz zu letzterem ermöglicht das somatische Nervensystem beim Menschen eine bewusste Wahrnehmung der Umwelt und des eigenen Körpers über die Sinnesorgane und willentliche Aktionen über die Muskeln (Willkürmotorik).

## Kriterien zur Abgrenzung
Die Unterscheidung zwischen somatischem und vegetativem Nervensystem erfolgt aufgrund anatomischer, physiologischer und pharmakologischer Kriterien.

### Anatomie und Histologie
Ähnlich wie das vegetative Nervensystem ist auch das somatische Nervensystem in Afferenzen und Efferenzen gegliedert.

#### Afferenzen
Die afferenten Neuronen des somatischen Nervensystems bilden die aufsteigenden Projektionsbahnen. Sie führen zu den Projektions- und mittelbar auch zu den Assoziationszentren. Afferenzen sind allgemein die zu den zerebralen Projektionszentren verlaufenden Nervenbahnen der Sinnesorgane wie die Riechbahn (Tractus olfactorius) N.I, die Sehbahn (Tractus opticus) N.II, die Hörbahn N.VIII, die Gleichgewichtsbahn N.VIII und die Geschmacksbahnen verschiedener Hirnnerven (Tractus solitarii) N.VII und N.IX. Diese Bahnen bestehen aus unterschiedlich gestaffelten Neuronenketten, die Sehbahn z. B. aus einer Kette von insgesamt 4 Neuronen, die dorsale Hörbahn aus einer Kette von 3 Neuronen.

#### Efferenzen
Efferente motorische Nervenfasern des somatischen Nervensystems versorgen stets quergestreifte Muskulatur (meist Skelettmuskulatur). Unter den motorischen Bahnen des somatischen Nervensystems sind die motorischen Anteile der Hirnnerven zu nennen, die quergestreifte Muskulatur versorgen, und die Pyramidenbahn (PS), welche die übrige Skelettmuskulatur versorgt. Auch das extrapyramidalmotorische System (EPS) versorgt quergestreifte Muskulatur. Die entsprechenden motorischen Abläufe sind jedoch weitgehend automatisiert, weil das EPS die vom PS bereits „eingefahrenen“ willkürlichen Bewegungen übernimmt. Folgende Hirnnerven besitzen somatomotorische Anteile: Nn. III, IV, VI, XI und XII. Die motorischen Hirnnervenfasern der Nn. V, VII, IX und X werden als Kiemenbogennerven bezeichnet. Ihre Tätigkeit ist teilweise branchiomotorisch (d. h. die Muskeln versorgend, die sich aus dem Kiemenbogen entwickelt haben) und teilweise viszeromotorisch (Efferenzen der vegetativen Nervensysteme). Die Nervenfasern der durch die Pyramidenbahn versorgten Muskulatur bestehen aus zwei in Serie geschalteten Motoneuronen, die Fasern der von den Hirnnerven versorgten Muskulatur aus einem Motoneuron.

#### Histologie
Während efferente motorische Nervenfasern des somatischen Nervensystems stets quergestreifte Muskulatur (meist Skelettmuskulatur) versorgen, innervieren efferente motorische Nervenfasern des vegetativen Nervensystems in der Regel glatte Muskulatur (z. B. Gefäße oder Darm). Ausnahme: Die Nerven des vegetativen Nervensystems versorgen zum Teil auch Skelettmuskelfasern.

### Pharmakologie
Pharmakologisch ist auf unterschiedliche Überträgerstoffe (Neurotransmitter) für vegetatives und somatisches Nervensystem hinzuweisen. Sogenannte adrenerge und nikotinähnliche Neurotransmitter sind nur im vegetativen Nervensystem wirksam. Im somatischen Nervensystem ist lediglich Acetylcholin als physiologische Überträgersubstanz zu erwähnen. Sie hat jedoch überschneidend mit dem Vegetativum auch Wirkung auf die parasympathischen Nerven des vegetativen Nervensystems. Es gibt auch spezifische pharmakologische Hemmstoffe wie Alphablocker und Betablocker für das sympathische Nervensystem, Atropin für das parasympathische Nervensystem und z. B. Curare für das somatische Nervensystem.

## Zusammenspiel mit vegetativem Nervensystem
Die zum Teil bewusst steuerbare Tätigkeit der quergestreiften Muskulatur ist zur Leistungssteigerung auf Unterstützung durch das Vegetativum (vegetatives Nervensystem) angewiesen. Zur Leistungssteigerung cerebrospinaler Funktionen sind sog. ergotrope Reaktionen wesentlich. Diese sind durch den Sympathicus gewährleistet. Afferente vegetative Nerven innerer Organe haben teilweise bewusstseinsfähige Signalwirkung (z. B. Unwohlsein im Magen-Darm-Bereich). Geruchs- und Geschmacksnerven haben andererseits Kopplungen zum Verdauungssystem, das als größtes vegetatives Organsystem anzusehen ist. Dies sind einige wenige Beispiele für das Zusammenspiel von cerebrospinalem und vegetativem Nervensystem.

## Nomenklatur und Gliederung
Sowohl vegetatives als auch somatisches Nervensystem haben periphere und zentrale Anteile – diese Einteilung spiegelt einen topographischen Ansatz wider. Daraus ergeben sich die Kombinationen: zentral-somatisch, zentral-vegetativ, peripher-somatisch, peripher-vegetativ.
Dasselbe gilt für den dritten Ansatz einer Gliederung: die Richtung des Signals. Hier unterscheidet man zwischen sensorisch und motorisch bzw. zwischen afferent und efferent.